# Codex Telleriano-Remensis

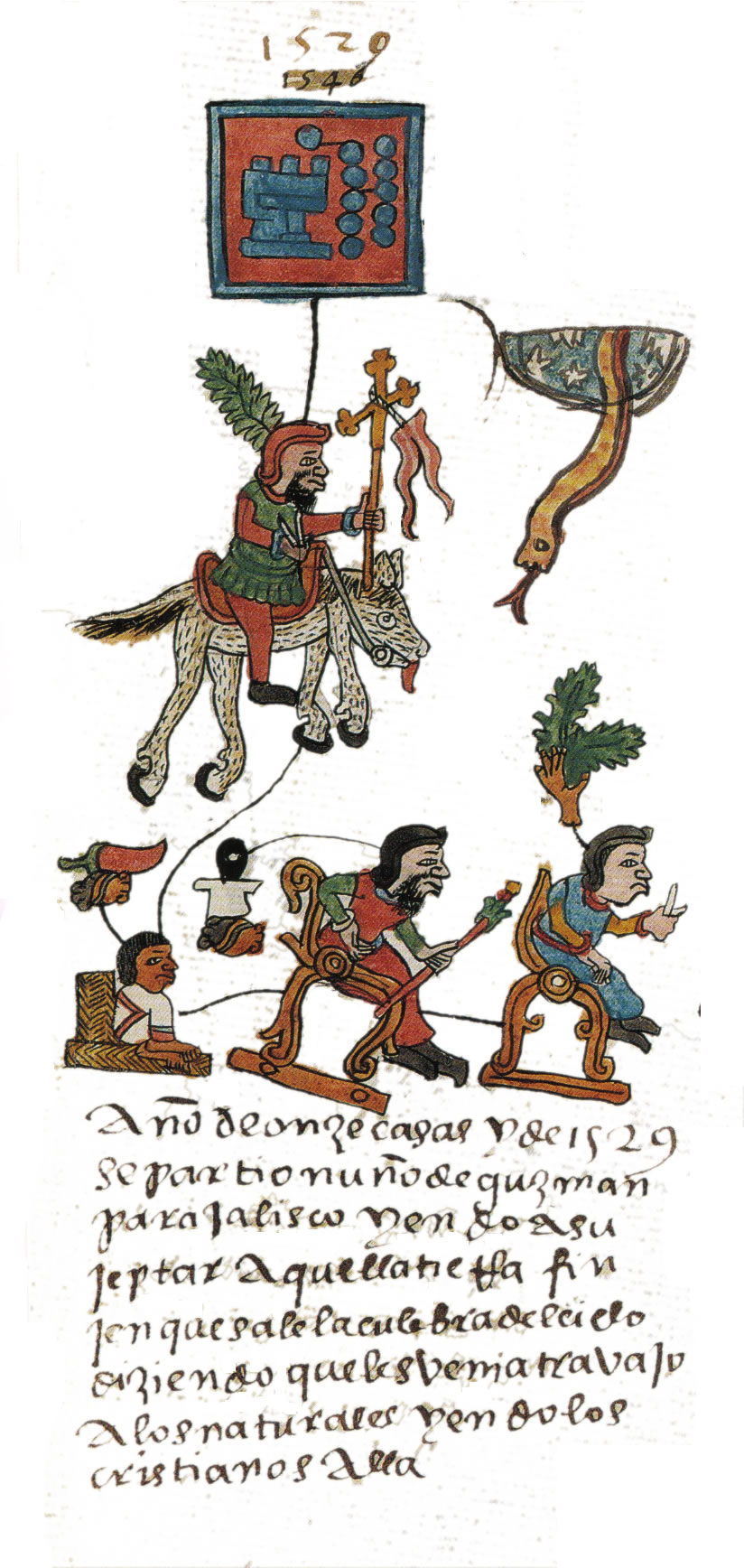
Conquistador Nuño Beltrán de Guzmán afgebeeld in de Codex Telleriano Remensis.

De Codex Telleriano-Remensis, in de 16e eeuw in Mexico geproduceerd en afgedrukt [sic] op Europees papier, is een van de best bewaarde voorbeelden van Azteekse manuscripten. De Latijnse naam voor de codex komt van Charles-Maurice Le Tellier, aartsbisschop van Reims, die de codex in zijn bezit had aan het einde van de 17e eeuw.
De codex wordt bewaard in de Bibliothèque nationale de France in Parijs.

## Inhoud
De Codex Telleriano-Remensis is verdeeld over drie secties. De eerste sectie, die de eerste zeven pagina's beslaat, beschrijft de 365 dagen zonnekalender, ook wel de xiuhpohualli genoemd. De tweede sectie, pagina 8 tot 24, is een tonalamatl en beschrijft de 260 dagen kalender ook wel bekend als de tonalpohualli kalender. De derde sectie is een geschiedschrijving en is verdeeld in twee secties die verschillen in stijl. Pagina 25 tot 28 vertellen over de migraties in de 12e en 13e eeuw. De overige pagina's vertellen over historische gebeurtenissen zoals; de moordaanslagen en sterfgevallen van de heersers, veldslagen, aardbevingen en eclipsen. Dit speelt zich allemaal af van de 14e tot de 16e eeuw inclusief gebeurtenissen uit Nieuw-Spanje.

## Reproducties
In 1995, werd een reproductie van de codex, gemaakt met behulp van film, gepubliceerd door de Universiteit van Texas met commentaar van Eloise Quiñones Keber. Tijdens het proces van fotograferen en opnieuw inbinden van de codex werden twee pagina's per ongeluk omgewisseld en worden dan ook zo afgebeeld in de facsimile: pagina 13, met Tecciztecatl op de rechterzijde en Nahui Ehecatl op de linker; en pagina 19, met Tamoanchan op de rechterzijde en Xolotl op de linkerzijde.